# Fuji (gênero musical)
O Fuji é um gênero musical popular nigeriano. Ele surgiu em meados dos anos 1960 a partir da improvisação da tradição (Ajisari/were misic), que é um tipo de Música islâmica executada ao despertar dos fiéis muçulmanos antes do amanhecer, durante a temporada do jejum no Ramadan. O "Criador do Fuji" foi  Alhaji Dauda Epo-Akara.